# Cantó de Pontchâteau
El cantó de Pontchâteau (bretó Kanton Pontkastell-Keren) és una divisió administrativa francesa situat al departament de Loira Atlàntic a la regió de Loira Atlàntic, però que històricament ha format part de Bretanya.

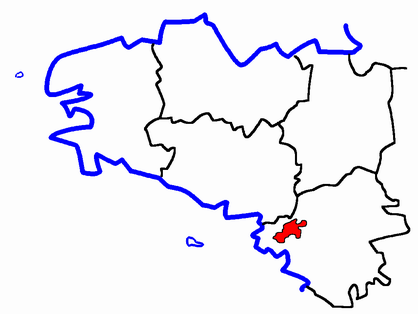
Situació del cantó

## Composició
El cantó aplega 6 comunes: 
- Besné (Gwennenid)
- Crossac (Kraozieg)
- Pontchâteau (Pontkastell-Keren)
- Sainte-Anne-sur-Brivet (Santez-Anna-ar-Brived)
- Sainte-Reine-de-Bretagne (Santez-Rouanez-Breizh)
- Saint-Joachim (Sant-Yoasin)

## Evolució de la població
| 1962   | 1968   | 1975   | 1982   | 1990   | 1999   |
| ------ | ------ | ------ | ------ | ------ | ------ |
| 14.842 | 15.521 | 16.878 | 19.374 | 19.751 | 19.318 |

## Història
| Data d'elecció                           | Identitat       | Partit        | Qualitat |
| ---------------------------------------- | --------------- | ------------- | -------- |
| 2001-2003                                | Dominique David | Divers droite |          |
| 2003-                                    | Bernard Clouet  | Divers droite |          |
| les dades anteriors no són pas conegudes |                 |               |          |
|                                          |                 |               |          |